# Овручский уезд
О́вручский уе́зд — административная единица в составе Волынской губернии Российской империи, существовавшая c 1795 года по 1923 год. Административный центр — город Овруч.

## История
Уезд образован в 1795 году в составе Волынского наместничества. В 1797 году уезд вошёл в состав Волынской губернии. В 1923 году уезд был расформирован, на его территории образован Овручский район Коростенского округа.

## Население
По переписи 1897 года население уезда составляло 205 390 человек, в том числе в городе Овруч — 7393 жителя.

### Национальный состав
Национальный состав по переписи 1897 года:
- украинцы (малороссы) — 171 269 чел. (83,4 %),
- евреи — 21 851 чел. (10,6 %),
- русские — 5336 чел. (2,6 %),
- поляки — 2757 чел. (1,3 %),
- немцы — 2381 чел. (1,2 %),

## Административное деление
В 1913 году в состав уезда входило 16 волостей: 
| - Базарская — м. Базар, - Белокуровичская — с. Белокуровичи, - Велико-Фосенская — с. Великая Фосия, - Гладковичская — с. Гладковичи, - Искоростьская — м. Искорость, - Кисаричская — с. Кисаричи, - Лугинская — м. Лугины, - Народичская — м. Народичи, | - Ново-Воробьевская — с. Новые Воробьи, - Норинская — м. Норинск, - Олевская — м. Олевск, - Покалевская — с. Покалев, - Словечанская — м. Словечна, - Татарновичская — с. Татарновичи, - Христиновская — с. Христиновка, - Юровская — с. Юрова. |